# Clamores (música)
Clamores  es un canto propio de la Liturgia hispánica que se canta después del Psallendum en algunas solemnidades, formando un todo con él. Consta de una primera sección que concluía con la aclamación Deo gratias y un versículo. Después se repite el estribillo del Psallendum. De esto resulta la siguiente estructura:
```
    AB/c/B/D       
Deo gratias
/e/B
   ___________  +   ____________
    
Psallendum
       
Clamor
```

La aclamación Deo gratias es hecha por el pueblo siempre con la misma música, por lo que habitualmente se obvia la notación en los códices. A veces, incluso de suprime el verso entero, quedando el siguiente esquema:
```
    AB/c/B/D/...
```

- Datos: Q5771033